# KV BEP
KV BEP is een korfbalvereniging uit Purmerend in de Nederlandse provincie Noord-Holland. De naam BEP komt van Beemster En Purmerend.

## Geschiedenis
BEP is een fusievereniging, ontstaan uit het samengaan van PKC (Purmerendse Korfbal Club) en Olympia uit de Beemster. De fusie vond plaats in 1916, al 2 jaar na oprichting van beide clubs. De reden hiervoor was dat PKC te weinig dames had en Olympia te weinig heren. Door samen te voegen werd dit probleem opgelost en werd een groter ledenbestand gemaakt.

## Niveau
BEP heeft een aantal jaar in de Hoofdklasse gespeeld, het hoogste Nederlandse niveau.
Zo promoveerde het voor de eerste keer in de historie in 1978 naar de Hoofdklasse zaal. Hun debuutseizoen was 1978-1979, maar daarin werd meteen gedegradeerd. Deze degradatie was echter niet onomstreden, want BEP stond na de reguliere competitie op de gedeelde 7e plek met 9 punten. Via een beslissingsduel met Fortuna moest besloten worden welke ploeg 7e zou blijven en daarmee zou degraderen. In deze beslissingswedstrijd won Fortuna met 14-12, ondanks dat BEP een ruime tijd voor stond.
Aan het eind van seizoen 2023-2024 behaalde de ploeg promotie naar de Ereklasse veld voor seizoen 2024-2025. Dit is de hoogste Nederlandse veldkorfbalcompetitie.